# دستجرد (استهبان)
دستجرد (استهبان)، روستایی از توابع بخش رونیز شهرستان استهبان در استان فارس ایران اسات. این روستا شمالی‌ترین روستای استهبان است.

## جمعیت
این روستا در دهستان خیر قرار دارد و براساس سرشماری مرکز آمار ایران در سال ۱۳۸۵، جمعیت آن ۱٬۱۷۳ نفر (۲۸۵خانوار) بوده‌است.